# You're Gonna Make Me Lonesome When You Go
'You're Gonna Make Me Lonesome When You Go' é uma canção do cantor Bob Dylan e foi regravada para o álbum "Chimes of Freedom: Canções de Bob Dylan Honrando 50 Anos da Anistia Internacional". A versão de Miley recebeu críticas positivas dos críticos de música. O vídeo da música foi dirigido por James Minchin III e foi nomeado no top 20 da VH1. Cyrus cantou a música ao vivo na televisão nacional, com Johnzo Oeste no início de 2012, aparecendo em The Ellen DeGeneres Show e Jimmy Kimmel Live.

## Paradas musicais
| Parada (2012)                    | Melhor posição |
| -------------------------------- | -------------- |
| Australian ARIA Singles Chart    | 65             |
| Áustria Ö3 Austria Top 40        | 43             |
| Estados Unidos Billboard Hot 100 | 75             |
| Reino Unido UK Singles Chart     | 18             |